# Antoine Delarbre
Antoine Delarbre (Clermont-Ferrand, 15 gennaio 1724 – 27 maggio 1807) è stato un botanico e geologo francese.

## Opere
- 1782. Séance publique pour l'ouverture du Jardin royal de botanique tenue le 9 août 1781, par la Société royale des sciences, arts et belles-lettres de Clermont-Ferrand. Discours sur la botanique, par M. Duvernin discours sur l'utilité et la nécessité d'un jardin botanique à Clermont-Ferrand. Ed. Impr. de A. Delcros. 68 pp.
- Delarbre, A; A Riom; A Clermont. 1796. Flore de la ci-devant Auvergne, ou Recueil des plantes Observées sur les Montagnes du Puy-de-Dôme, du Mont-d'Or, du Cantal. Ed. Imprimerie de Landriot & Rousset. 2 vols. XXVI, (2) & 507, 384 (507 à 891), 24 & 8 pp. (impaginazione successiva dei 2 volumi)
- 1797. Essai zoologique, ou Histoire naturelle des animaux sauvages, quadrupèdes et oiseaux indigènes... des poissons et amphibies d'Auvergne. Ed. B. Beauvert et L. Deschamps. 348 pp.
- 1800. Flore de la ci-devant Auvergne, ou Recueil des plantes observées sur les montagnes du Puy-de-Dôme, du Mont-d'Or, du Cantal, etc. 2ª ed. Ed. Impr. de Landriot et Rousset
- 1805. Naturaliste, Clermont fd. 1722-1811 . Notice sur l'ancien royaume des Auvergnats et sur la ville de Clermont. Ed. Clermont. Landriot. 256 pp.
- Flore d'Auvergne, ou recueil des plantes de cette ci-devant province. Ed. Beauvert & Deschamps, de l'Imprimerie de J. B. Bertet. 421 pp.

| Delarbre è l'abbreviazione standard utilizzata per le piante descritte da Antoine Delarbre. Consulta l'elenco delle piante assegnate a questo autore dall'IPNI. |